# Verkavelen (veiling)
Verkavelen houdt in dat de veilinghouder datgene wat ter veiling wordt aangeboden, per inbrenger in kavels indeelt om te worden geveild. Het belangrijkste criterium is dat de inbreng wordt verkocht en zo veel mogelijk opbrengt. Een ander criterium is de getaxeerde waarde van de objecten. Kavels mogen niet "te klein" worden, want dat betekent meer kavels, zodat de veiling langer duurt.
Vaak ligt het voor de hand om belangrijke, kostbare objecten als losse kavels te beschrijven. Schilderijen vormen meestal losse kavels. In andere gevallen ligt het voor de hand om een aantal objecten bij elkaar te houden, zoals een tafel met vier stoelen en bijbehorende buffetkast. In andere gevallen is de verkaveling afhankelijk van het vakmanschap van de veilinghouder. Van een postzegelverzameling kun je alleen de kostbare zegels of series als afzonderlijke kavels veilen; de rest wordt geveild in albums e.d.
Ook de wens van de inbrenger kan en rol spelen. Soms wil een verzamelaar niet dat een samenhangend onderdeel van zijn verzameling in kavels wordt gesplitst. Bijvoorbeeld een postzegelverzameling van één bepaald land. Dit kan zelfs ten koste gaan van de opbrengst, als het een kostbare verzameling betreft.
Ten slotte kan een kavel worden gesplitst in deelkavels welke zowel afzonderlijk als samen worden geveild. Zie hiervoor Veilingkavel.

## Onroerend goed
Onroerend goed wordt in principe geveild met inachtneming van de grenzen van kavels die bij het Kadaster zijn ingeschreven. Zo nodig wordt een kavel bij het Kadaster gesplitst (vooraf of achteraf). Wel kunnen verschillende grondkavels in een veilingkavel worden gecombineerd. 